# Harló
Harló (románul: Hârlău) város Iași megyében, Moldvában, Romániában.

## Fekvése
A megye északnyugati részén, Cotnaritól 10 km-re helyezkedik el.

## Történelem
Első írásos említése 1384-ből való, I. Péter moldvai fejedelem teszi át székhelyét a városba.
A Bahlui forrásvidékének közelében, a moldvai mezőség nyugati peremén fekvő kisváros, melyet az oklevelek a 15. századtól kezdve híres szőlőtermelő központként említenek. Rövid ideig Moldva fővárosaként is említették.
A településen III. István moldvai fejedelem uralkodói rezidenciát épített, és hasonlóan Petru Rareșhez, templomot alapított.
Mai fejlettségét nagyrészt élelmiszer és ruházati iparának köszönheti.

## Nevezetességek
- Szent György-templom - 1492-ben épült. A Petru Rareș alapította templom térrendszere tágas előtérből és háromkaréjos athonita típusú apszisok keretében négyezeti toronnyal hangsúlyozott naoszból áll. A keleties izlésű architektúrába kontrasztosan illeszkednek bele a nyugati jellegű gótikus nyílások, a csúcsíves, béllettagozatos főkapu és a kőrácsos, illetve pálcatagozatos ablakok.
- III. István moldvai fejedelem udvarházának romjai - A hagyományok szerint már 1384-ben uralkodói lakhely volt. A 15. században emelt épületet 1624-ben megújították. Ma azonban már csak a romjai láthatók.
- Szent Demeter templom - A 16. században épült.
- Városi Múzeum

## Népesség
A város népességének alakulása:
- 1930 - 4358 lakos
- 1930 - 9074 lakos
- 1948 - 4172 lakos
- 1977 - 7500 lakos
- 1992 - 11 708 lakos
- 2002 - 11 268 lakos

A lakosság etnikai összetétele a 2002-es népszámlálási adatok alapján:
- Románok:  10,761 (95,50%)
- Romák:  484 (4,29%)
- Zsidók:  10 (0,08%)
- Görögök:  3 (0,02%)
- Magyarok:  2 (0,01%)
- Lipovánok:  2 (0,01%)
- Németek:  1 (0,0%)
- Szerbek:  1 (0,0%)
- Lengyelek:  1 (0,0%9
- Más etnikumúak:  3 (0,02%)

A lakosság 98,89%-a Ortodox vallású.

## Gazdaság
Megemlítendő a város textilipara, a faipara és az élelmiszeripara.